# Bicolorana
Genre
Bicolorana est un genre de sauterelles de la famille des Tettigoniidae.

## Distribution
Les espèces de ce genre se rencontrent en Europe et en Asie. 

## Liste des espèces
Selon Orthoptera Species File (9 janvier 2023) :
- Bicolorana bicolor (Philippi, 1830)
- Bicolorana burri (Uvarov, 1921)
- Bicolorana kraussi (Padewieth, 1900)